# بلوود (ویرجینیای غربی)
بلوود (به انگلیسی: Bellwood) یک منطقهٔ مسکونی در ایالات متحده آمریکا است که در شهرستان فایت، ویرجینیای غربی واقع شده‌است. بلوود ۷۵۱٫۹۵ متر بالاتر از سطح دریا واقع شده‌است.